# Karl Kopp (Mediziner)
Karl Kopp (* 1. August 1855 in München; † 24. November 1912 ebenda) war ein deutscher Dermatologe und Venerologe.

## Leben
Nach dem Abitur 1872 am Wilhelmsgymnasium München studierte er an der Ludwig-Maximilians-Universität München Medizin. 1874 wurde er Mitglied, später Ehrenmitglied des Corps Franconia München. 1882/1883 war er Assistenzarzt an der Chirurgischen Universitätsklinik Würzburg unter Ferdinand Riedinger. Nach der Promotion zum Dr. med. ließ er sich in der Dermatologie ausbilden. Nachdem er sich 1886 habilitiert hatte, richtete er in München die erste öffentliche Poliklinik für Haut- und Geschlechtskrankheiten ein. Er leitete sie über 24 Jahre, ab 1889 als außerordentlicher Professor. 1908 gründete er einen Zweig der Deutschen Gesellschaft zur Behandlung der Geschlechtskrankheiten. Er war korrespondierendes Mitglied der Wiener Dermatologischen Gesellschaft. Er starb an einem Hodgkin-Lymphom. Das Fach verlor „einen vorzüglichen Lehrer, einen ausgezeichneten Diagnostiker und einen edlen, charaktervollen Menschen“ (H. Ploeger).
Kopp veröffentlichte etwa 60 Arbeiten auf verschiedenen Bereichen seines Faches, ein Lehrbuch und Atlanten. Er war Mitarbeiter an drei großen Sammelwerken.